# Mecerreyes (kommun)
Mecerreyes är en kommun i Spanien.   Den ligger i provinsen Provincia de Burgos och regionen Kastilien och Leon, i den centrala delen av landet, 190 km norr om huvudstaden Madrid. Antalet invånare är 298.